# Jeongjong de Joseon
Jeongjong de Joseon (18 de julio de 1357 - 15 de octubre de 1419), nacido Yi Bang-gwa, cuyo nombre cambiado es Yi Gyeong, fue el segundo rey de la dinastía Joseon (o Chosun) (1399-1400). Fue el segundo hijo del fundador y primer rey de la dinastía, el Rey Taejo de Joseon.

## Biografía
El Rey Taejo tuvo dos esposas. La primera, dio a luz a seis de los hijos del rey, incluido Jeongjong, murió antes de que el Rey Taejo fuera coronado. Taejo tuvo una segunda esposa, con la que tuvo 2 hijos. El rey favoreció a su hijo más joven, cuya madre era la segunda esposa de Taejo. El primer ministro Jeong Do Jeon también lo apoyó como el sucesor del trono, causando mucha ira y decepción por parte de los otros príncipes. En 1398, el quinto hijo del rey Taejo, Yi Bang-won, que más tarde sería el rey Taejong de Joseon, encabezó un golpe junto con muchos oficiales militares y mató a sus dos hermanos y al primer ministro Jeong. Yi Bang-won primero intentó mostrar que no tenía la intención de tomar el trono, por lo que le dio un empujón a su hermano mayor Jeongjong (que también era el mayor entonces), para ser un príncipe heredero. El rey Taejo estaba molesto y abdicó con disgusto, así Jeongjong se convirtió en rey el año siguiente, 1399. El mismo año se mudó la capital a Kaesong, la antigua capital de Goryeo.
En 1400, estalló un conflicto entre Yi Bang-won y su hermano mayor, Yi Bang-gan. Yi Bang-won atacó y derrotó a las fuerzas de Bang-gan. Bang-gan fue enviado al exilio junto con su familia. El general Bak Bo, quien persuadió a Bang-gan de luchar contra Bangwon, fue ejecutado. El Rey Jeongjong, sabiendo que el rey en funciones del reino era su hermano menor Bangwon, lo nombró como un príncipe heredero, y abdicó unos días después.
Era un administrador capaz y sabio, aunque su breve reinado estuvo marcado por el derramamiento de sangre dentro de la familia real. Prohibió todo tipo de tropas privadas por consejo del Príncipe Heredero Bangwon. Murió en 1419 y fue enterrado cerca de Kaeseong.